# Calzada de Bureba
Calzada de Bureba es una localidad del municipio burgalés de Fuentebureba, en la Comunidad Autónoma de Castilla y León (España).  
La iglesia está dedicada a san Martín obispo.

## Localidades limítrofes
Confina con las siguientes localidades:
- Al noreste con Fuentebureba.
- Al sureste con La Estación y Zuñeda.
- Al oeste con Berzosa de Bureba.
- Al noroeste con Busto de Bureba.

## Demografía
Evolución de la población
| Gráfica de evolución demográfica de Calzada de Bureba entre 2000 y 2017 |
|                                                                         |
| Población de derecho (2000-2017) según el padrón municipal del INE      |

## Historia

### Descripción en el Diccionario Madoz
Así se describe a Calzada de Bureba en el tomo V del Diccionario geográfico-estadístico-histórico de España y sus posesiones de Ultramar, obra impulsada por Pascual Madoz a mediados del siglo XIX:

CALZADA DE BUREBA: villa con ayuntamiento de la merindad de Bureba, en la provincia, audiencia territorial, capitanía general y diócesis de Burgos (9 leguas), partido judicial de Briviesca (2); Situada en llano a la margen izquierda del río Oroncillo, que después toma el nombre de Matapán, con libre ventilación y clima sano; tiene 22 casas de un solo piso y mala distribución interior; la de ayuntamiento, escuela de instrucción primaria común a ambos sexos, a cargo de un maestro dotado con 17 fanegas de trigo; una fuente de escasas, pero muy buenas aguas, que aprovechan los vecinos para beber y demás usos domésticos, teniendo que valerse del medio de no dejarla correr, sino cuando van a surtirse; y una iglesia parroquial (San Martín) servida por un cura y un sacristán; el cementerio es muy ventilado, y por su posición no ofende a la salud pública; inmediatas a la población se encuentran 2 charcas que sirven para abrevadero de los ganados, y en años pocos lluviosos suelen secarse. Término: confina N Busto de Bureba (1/4 legua); E Zuñeda (1/2); S Grisaleña (3/4), y O Berzosa (1/2); el terreno es llano, y solo tiene 2 pequeñas cuestas, pizarroso en las inmediaciones del pueblo, y en todo lo demás de bastante miga y de secano; le atraviesa el expresado río que corre de E a O, sin que se aprovechen sus aguas para el riego, y en veranos secos suele interrumpir su curso. Caminos: los locales en buen estado y transitables para carruajes, y la carretera general de Madrid a Francia que pasa a un tiro de bala de la población. Correo: se recibe de la administración de Briviesca. Producciones: trigo, cebada, centeno y legumbres; cría ganado lanar y caballar. Industria: la agrícola. Población: 4 vecinos, 14 almas. Capital productivo: 175 200 reales. Imponible: 16 819.
Diccionario geográfico-estadístico-histórico de España y sus posesiones de Ultramar